# Microphthalma sejuncta
Microphthalma sejuncta är en tvåvingeart som först beskrevs av Walker 1858.  Microphthalma sejuncta ingår i släktet Microphthalma och familjen parasitflugor. Inga underarter finns listade i Catalogue of Life.